# Bryan Edgar Wallace
Bryan Edgar Wallace (Londra, 28 aprile 1904 – 1971) è stato uno scrittore britannico.

## Biografie
Figlio dello scrittore Edgar Wallace, Bryan fu anche autore di romanzi gialli e polizieschi, molto simili nello stile a quelli del padre. Il suo nome deriva dal politico americano William Jennings Bryan che il padre incontrò durante un viaggio in Nord America..
In Italia i suoi romanzi sono stati pubblicati nella collana Segretissimo, tra cui: La morte fa la valigia, Operazione: sterminio e Taci e muori, spia!. Negli anni trenta lavorò come sceneggiatore nel industria cinematografica britannica, per lo più co-scrivendo sceneggiature di film con altri scrittori.
Dal 1961 al 1971, diverse sue opere sono stati adattati per il cinema. A volte i film di Bryan vengono confusi con gli adattamenti di Edgar Wallace, poiché sono così simili nella trama e nello stile. Nel 1963, apparve in un documentario tedesco di 50 minuti su suo padre, intitolato The Edgar Wallace Story.
Morì nel 1971, all'età di 67 anni.